# Fabryka Samochodów Małolitrażowych
Fabryka Samochodów Małolitrażowych (kurz FSM, deutsch Fabrik für Fahrzeuge mit kleinem Hubraum) war ein polnischer Automobilhersteller mit Werken in Bielsko-Biała und Tychy.
Ab 1972 wurde bei FSM der Syrena gebaut, der zuvor von FSO entwickelt und produziert worden war. Ab 1975 stellte FSM ebenfalls den Fiat 126 her, der als „Polski Fiat 126p“ oder als „FSM 126“ vermarktet wurde und mit einem 650-cm³-Motor ausgestattet wurde. In den 1970er Jahren wurden von FSM eine Kombi- und eine Pick-up-Modellversion entwickelt, die jedoch nie in Serie gebaut wurden. In Kleinserie wurde stattdessen eine Amphibien-Modellversion mit sechs Rädern für militärische Zwecke produziert, die unter der Kennung LPT (für lekki pojazd terenowy, deutsch leichtes Geländefahrzeug) vermarktet wurde.
1983 schlug FSM Fiat vor, ein auf dem Prototyp Beskid 106 basierendes neues Modell ähnlich dem späteren Renault Twingo zu bauen, welches das Modell 126 ersetzt hätte, aber Fiat sorgte dafür, dass der Fiat Cinquecento sowie später der Fiat Seicento und der neue Fiat Panda bei FSM montiert wurden, und schlug seinerseits den Bau eines modifizierten Fiat Ritmo vor, was aber nicht verwirklicht wurde.
1992 wurde das Unternehmen von Fiat übernommen, hieß zunächst Fiat Auto Poland und ab 1. April 2015 FCA Poland S.A.
Im ehemaligen FSM-Werk in Tychy, das das größte Werk von Fiat in Europa ist, wurde neben dem aktuellen Fiat 500 auch die zweite Generation des Ford Ka gebaut, der sich mit dem Fiat 500 die Plattform teilt.

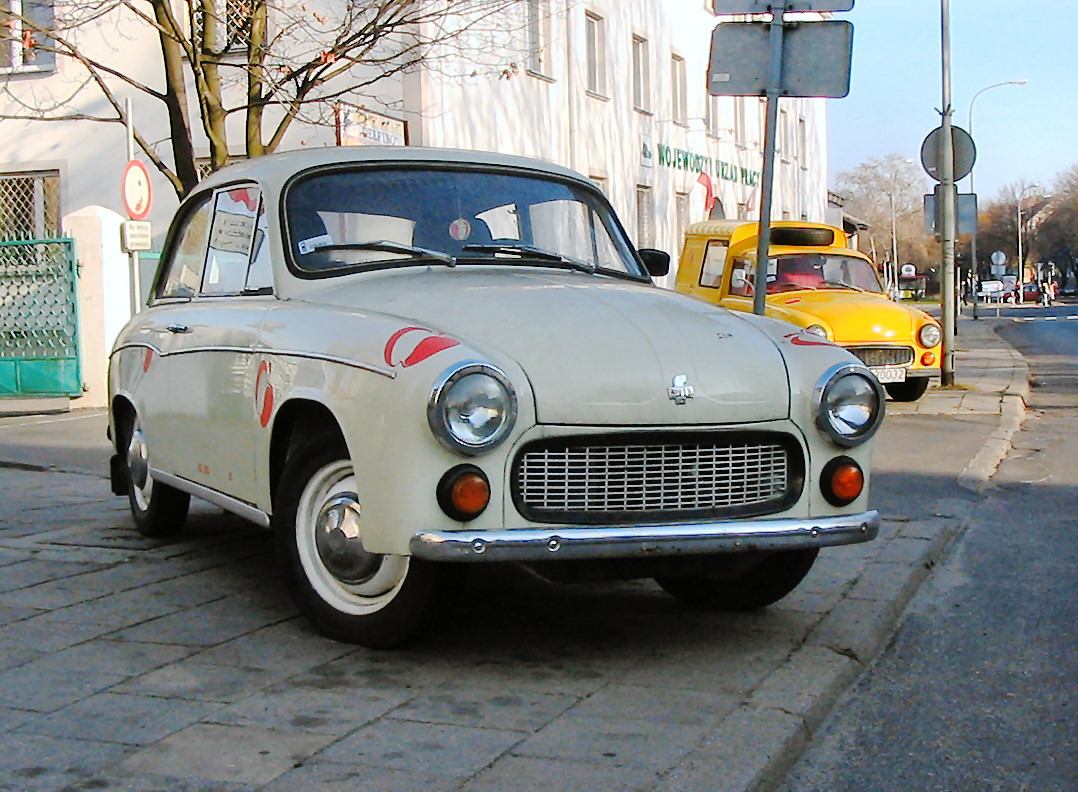
FSM Syrena 105 (das erste Modell von FSM)
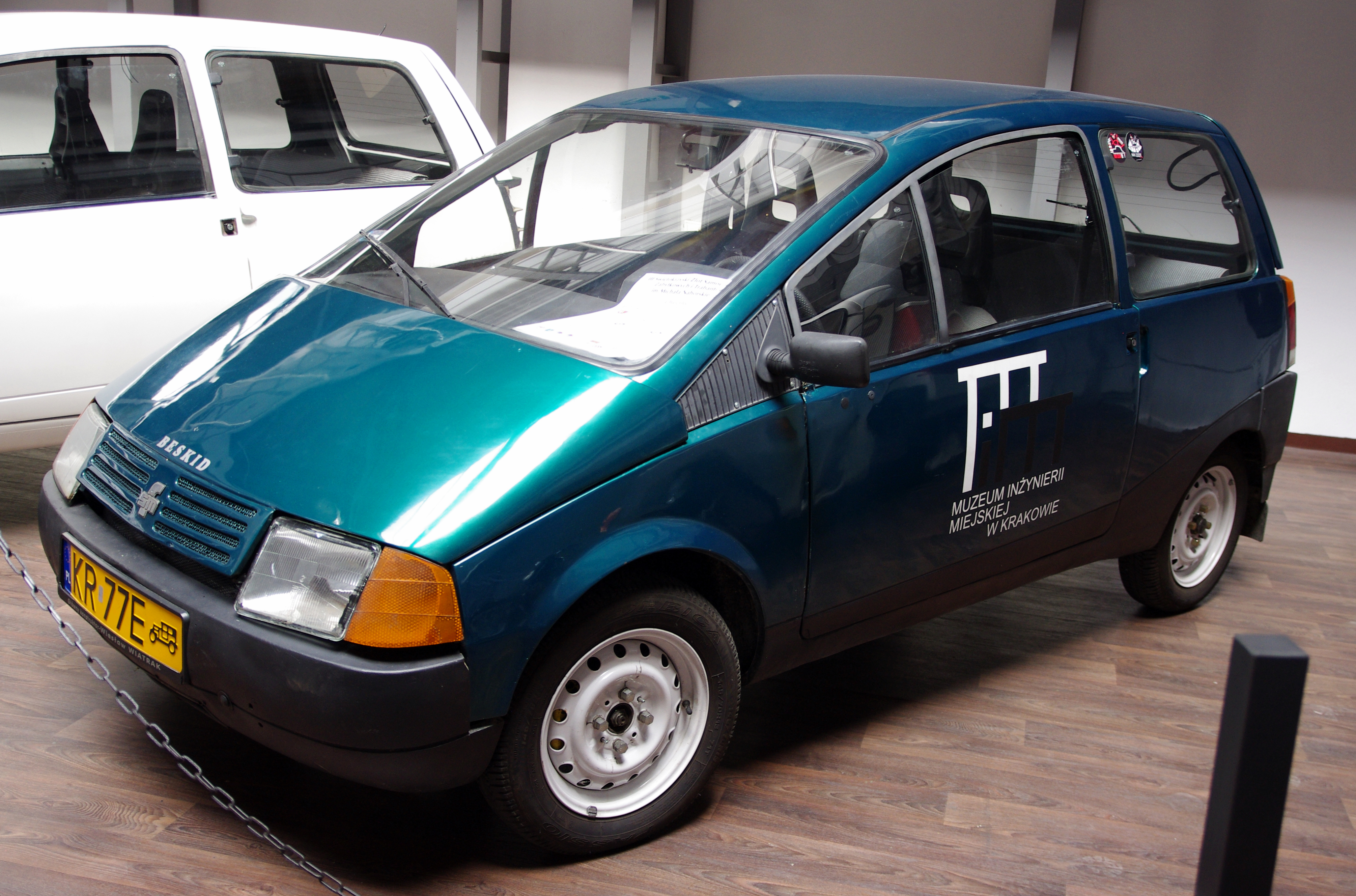
FSM Beskid 106 (Prototyp ohne Serienproduktion)
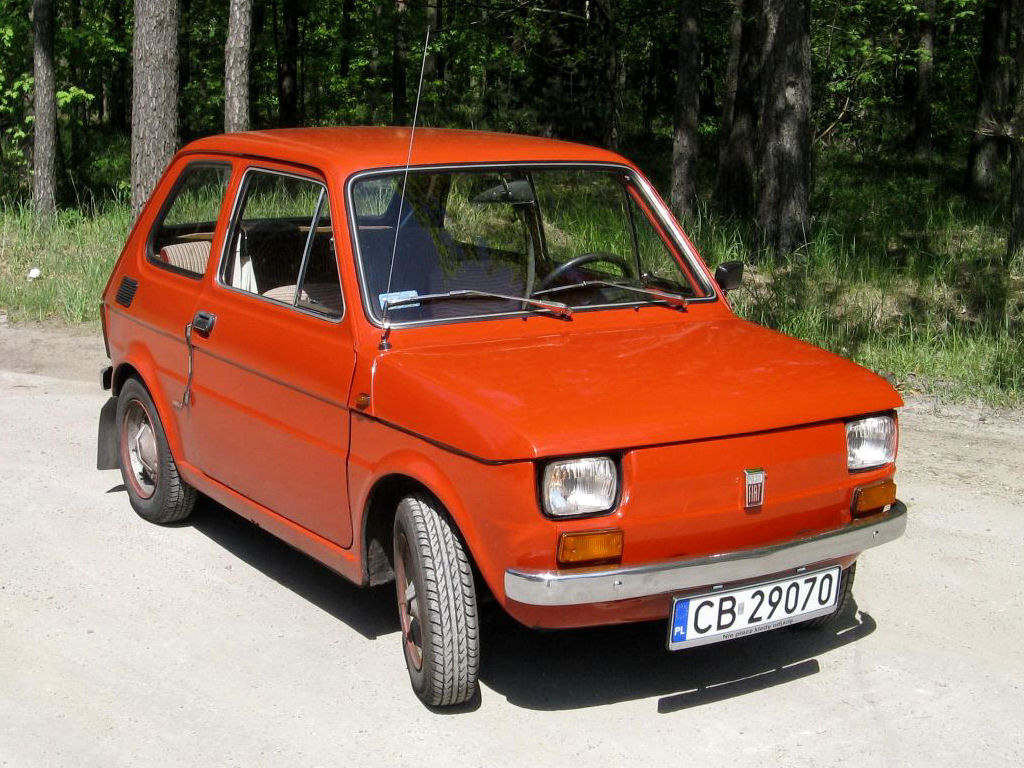
Polski Fiat 126p
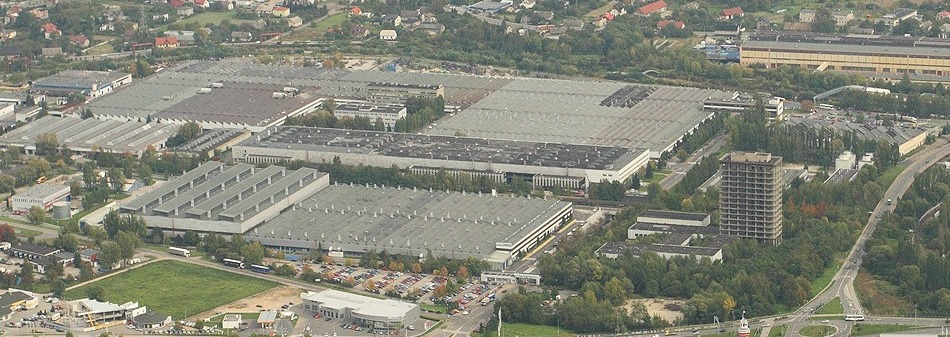
Werk in Bielsko-Biała (Luftaufnahme von 2007)
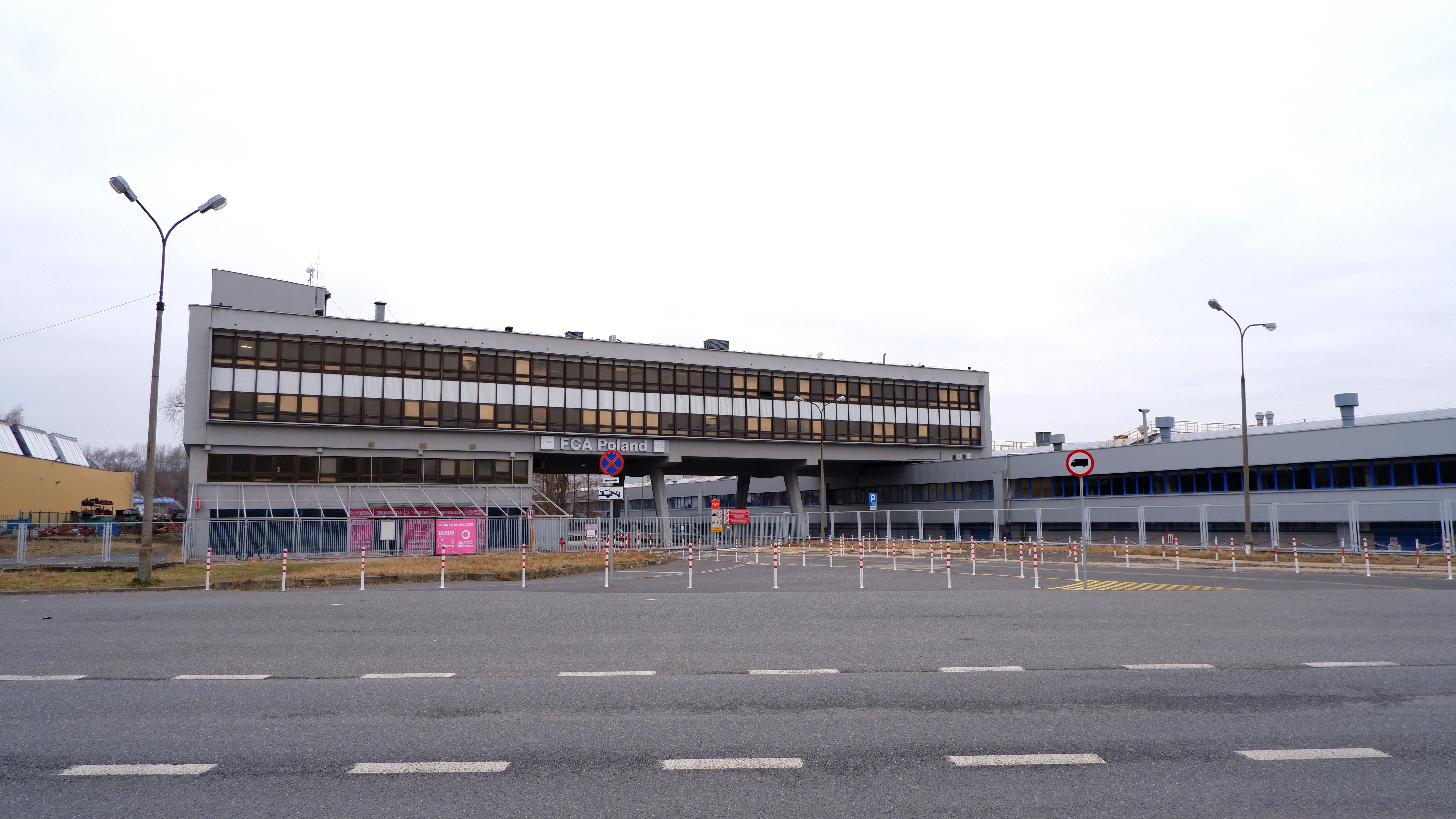
Werk in Bielsko-Biała (Haupttor)
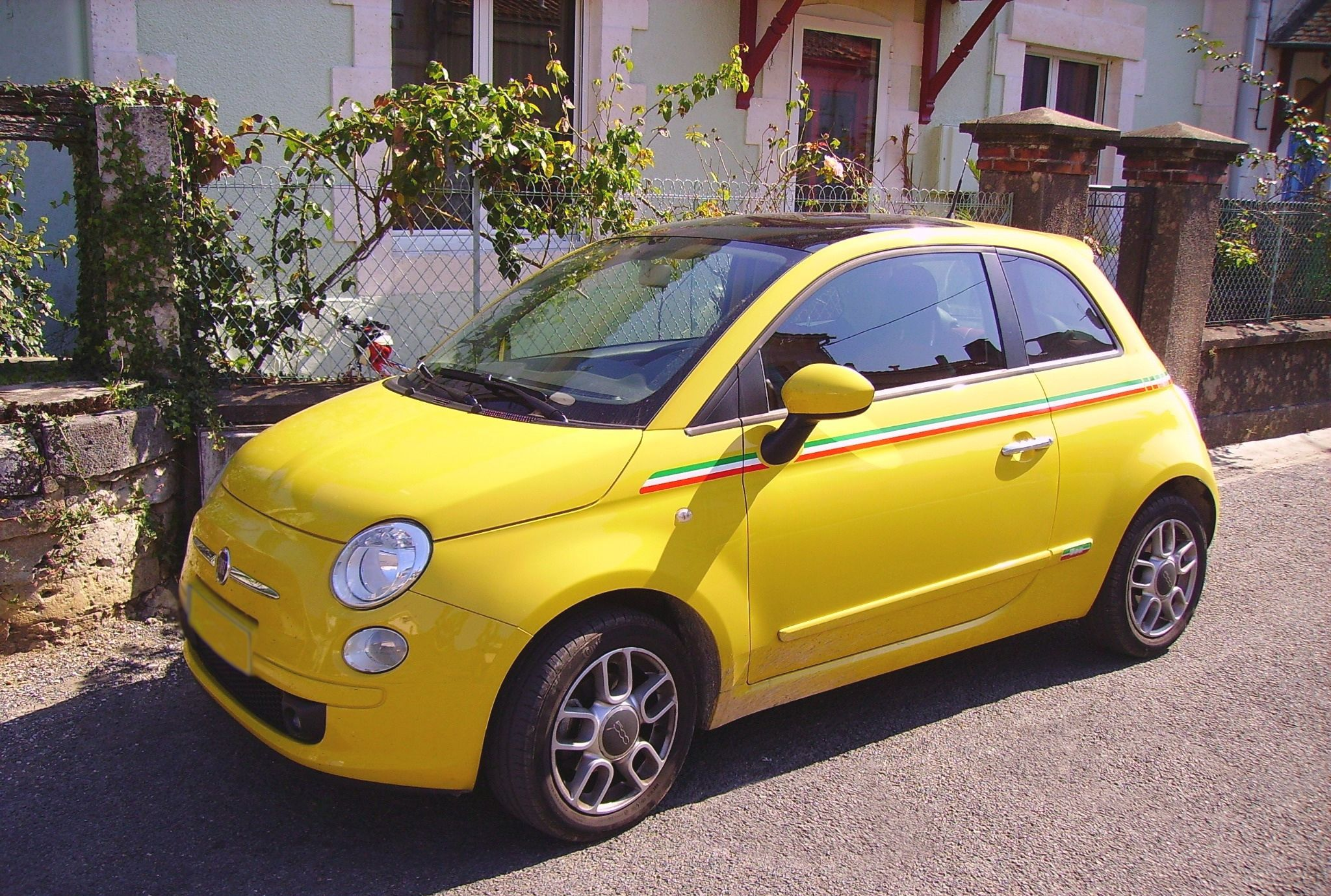
Fiat 500 (Modelljahr 2007)

| Bebilderte Zeitleiste der Fahrzeuge von Fabryka Samochodów Małolitrażowych (FSM) bzw. Fiat Auto Poland seit 1972 | Bebilderte Zeitleiste der Fahrzeuge von Fabryka Samochodów Małolitrażowych (FSM) bzw. Fiat Auto Poland seit 1972 | Bebilderte Zeitleiste der Fahrzeuge von Fabryka Samochodów Małolitrażowych (FSM) bzw. Fiat Auto Poland seit 1972 | Bebilderte Zeitleiste der Fahrzeuge von Fabryka Samochodów Małolitrażowych (FSM) bzw. Fiat Auto Poland seit 1972 | Bebilderte Zeitleiste der Fahrzeuge von Fabryka Samochodów Małolitrażowych (FSM) bzw. Fiat Auto Poland seit 1972 | Bebilderte Zeitleiste der Fahrzeuge von Fabryka Samochodów Małolitrażowych (FSM) bzw. Fiat Auto Poland seit 1972 | Bebilderte Zeitleiste der Fahrzeuge von Fabryka Samochodów Małolitrażowych (FSM) bzw. Fiat Auto Poland seit 1972 | Bebilderte Zeitleiste der Fahrzeuge von Fabryka Samochodów Małolitrażowych (FSM) bzw. Fiat Auto Poland seit 1972 | Bebilderte Zeitleiste der Fahrzeuge von Fabryka Samochodów Małolitrażowych (FSM) bzw. Fiat Auto Poland seit 1972 | Bebilderte Zeitleiste der Fahrzeuge von Fabryka Samochodów Małolitrażowych (FSM) bzw. Fiat Auto Poland seit 1972 | Bebilderte Zeitleiste der Fahrzeuge von Fabryka Samochodów Małolitrażowych (FSM) bzw. Fiat Auto Poland seit 1972 | Bebilderte Zeitleiste der Fahrzeuge von Fabryka Samochodów Małolitrażowych (FSM) bzw. Fiat Auto Poland seit 1972 | Bebilderte Zeitleiste der Fahrzeuge von Fabryka Samochodów Małolitrażowych (FSM) bzw. Fiat Auto Poland seit 1972 | Bebilderte Zeitleiste der Fahrzeuge von Fabryka Samochodów Małolitrażowych (FSM) bzw. Fiat Auto Poland seit 1972 | Bebilderte Zeitleiste der Fahrzeuge von Fabryka Samochodów Małolitrażowych (FSM) bzw. Fiat Auto Poland seit 1972 | Bebilderte Zeitleiste der Fahrzeuge von Fabryka Samochodów Małolitrażowych (FSM) bzw. Fiat Auto Poland seit 1972 | Bebilderte Zeitleiste der Fahrzeuge von Fabryka Samochodów Małolitrażowych (FSM) bzw. Fiat Auto Poland seit 1972 | Bebilderte Zeitleiste der Fahrzeuge von Fabryka Samochodów Małolitrażowych (FSM) bzw. Fiat Auto Poland seit 1972 | Bebilderte Zeitleiste der Fahrzeuge von Fabryka Samochodów Małolitrażowych (FSM) bzw. Fiat Auto Poland seit 1972 | Bebilderte Zeitleiste der Fahrzeuge von Fabryka Samochodów Małolitrażowych (FSM) bzw. Fiat Auto Poland seit 1972 | Bebilderte Zeitleiste der Fahrzeuge von Fabryka Samochodów Małolitrażowych (FSM) bzw. Fiat Auto Poland seit 1972 | Bebilderte Zeitleiste der Fahrzeuge von Fabryka Samochodów Małolitrażowych (FSM) bzw. Fiat Auto Poland seit 1972 | Bebilderte Zeitleiste der Fahrzeuge von Fabryka Samochodów Małolitrażowych (FSM) bzw. Fiat Auto Poland seit 1972 | Bebilderte Zeitleiste der Fahrzeuge von Fabryka Samochodów Małolitrażowych (FSM) bzw. Fiat Auto Poland seit 1972 | Bebilderte Zeitleiste der Fahrzeuge von Fabryka Samochodów Małolitrażowych (FSM) bzw. Fiat Auto Poland seit 1972 | Bebilderte Zeitleiste der Fahrzeuge von Fabryka Samochodów Małolitrażowych (FSM) bzw. Fiat Auto Poland seit 1972 | Bebilderte Zeitleiste der Fahrzeuge von Fabryka Samochodów Małolitrażowych (FSM) bzw. Fiat Auto Poland seit 1972 | Bebilderte Zeitleiste der Fahrzeuge von Fabryka Samochodów Małolitrażowych (FSM) bzw. Fiat Auto Poland seit 1972 | Bebilderte Zeitleiste der Fahrzeuge von Fabryka Samochodów Małolitrażowych (FSM) bzw. Fiat Auto Poland seit 1972 | Bebilderte Zeitleiste der Fahrzeuge von Fabryka Samochodów Małolitrażowych (FSM) bzw. Fiat Auto Poland seit 1972 | Bebilderte Zeitleiste der Fahrzeuge von Fabryka Samochodów Małolitrażowych (FSM) bzw. Fiat Auto Poland seit 1972 | Bebilderte Zeitleiste der Fahrzeuge von Fabryka Samochodów Małolitrażowych (FSM) bzw. Fiat Auto Poland seit 1972 | Bebilderte Zeitleiste der Fahrzeuge von Fabryka Samochodów Małolitrażowych (FSM) bzw. Fiat Auto Poland seit 1972 | Bebilderte Zeitleiste der Fahrzeuge von Fabryka Samochodów Małolitrażowych (FSM) bzw. Fiat Auto Poland seit 1972 | Bebilderte Zeitleiste der Fahrzeuge von Fabryka Samochodów Małolitrażowych (FSM) bzw. Fiat Auto Poland seit 1972 | Bebilderte Zeitleiste der Fahrzeuge von Fabryka Samochodów Małolitrażowych (FSM) bzw. Fiat Auto Poland seit 1972 | Bebilderte Zeitleiste der Fahrzeuge von Fabryka Samochodów Małolitrażowych (FSM) bzw. Fiat Auto Poland seit 1972 | Bebilderte Zeitleiste der Fahrzeuge von Fabryka Samochodów Małolitrażowych (FSM) bzw. Fiat Auto Poland seit 1972 | Bebilderte Zeitleiste der Fahrzeuge von Fabryka Samochodów Małolitrażowych (FSM) bzw. Fiat Auto Poland seit 1972 | Bebilderte Zeitleiste der Fahrzeuge von Fabryka Samochodów Małolitrażowych (FSM) bzw. Fiat Auto Poland seit 1972 | Bebilderte Zeitleiste der Fahrzeuge von Fabryka Samochodów Małolitrażowych (FSM) bzw. Fiat Auto Poland seit 1972 | Bebilderte Zeitleiste der Fahrzeuge von Fabryka Samochodów Małolitrażowych (FSM) bzw. Fiat Auto Poland seit 1972 | Bebilderte Zeitleiste der Fahrzeuge von Fabryka Samochodów Małolitrażowych (FSM) bzw. Fiat Auto Poland seit 1972 |
| --- | --- | --- | --- | --- | --- | --- | --- | --- | --- | --- | --- | --- | --- | --- | --- | --- | --- | --- | --- | --- | --- | --- | --- | --- | --- | --- | --- | --- | --- | --- | --- | --- | --- | --- | --- | --- | --- | --- | --- | --- | --- | --- |
| Marken | Werk | FSM (Staatseigener Betrieb)                                                                                      | FSM (Staatseigener Betrieb)                                                                                      | FSM (Staatseigener Betrieb)                                                                                      | FSM (Staatseigener Betrieb)                                                                                      | FSM (Staatseigener Betrieb)                                                                                      | FSM (Staatseigener Betrieb)                                                                                      | FSM (Staatseigener Betrieb)                                                                                      | FSM (Staatseigener Betrieb)                                                                                      | FSM (Staatseigener Betrieb)                                                                                      | FSM (Staatseigener Betrieb)                                                                                      | FSM (Staatseigener Betrieb)                                                                                      | FSM (Staatseigener Betrieb)                                                                                      | FSM (Staatseigener Betrieb)                                                                                      | FSM (Staatseigener Betrieb)                                                                                      | FSM (Staatseigener Betrieb)                                                                                      | FSM (Staatseigener Betrieb)                                                                                      | FSM (Staatseigener Betrieb)                                                                                      | FSM (Staatseigener Betrieb)                                                                                      | FSM (Staatseigener Betrieb)                                                                                      | FSM (Staatseigener Betrieb)                                                                                      | Fiat Auto Poland (100% zu Fiat)                                                                                  | Fiat Auto Poland (100% zu Fiat)                                                                                  | Fiat Auto Poland (100% zu Fiat)                                                                                  | Fiat Auto Poland (100% zu Fiat)                                                                                  | Fiat Auto Poland (100% zu Fiat)                                                                                  | Fiat Auto Poland (100% zu Fiat)                                                                                  | Fiat Auto Poland (100% zu Fiat)                                                                                  | Fiat Auto Poland (100% zu Fiat)                                                                                  | Fiat Auto Poland (100% zu Fiat)                                                                                  | Fiat Auto Poland (100% zu Fiat)                                                                                  | Fiat Auto Poland (100% zu Fiat)                                                                                  | Fiat Auto Poland (100% zu Fiat)                                                                                  | Fiat Auto Poland (100% zu Fiat)                                                                                  | Fiat Auto Poland (100% zu Fiat)                                                                                  | Fiat Auto Poland (100% zu Fiat)                                                                                  | Fiat Auto Poland (100% zu Fiat)                                                                                  | Fiat Auto Poland (100% zu Fiat)                                                                                  | Fiat Auto Poland (100% zu Fiat)                                                                                  | Fiat Auto Poland (100% zu Fiat)                                                                                  | Fiat Auto Poland (100% zu Fiat)                                                                                  | Fiat Auto Poland (100% zu Fiat)                                                                                  |
| Marken | Werk | 1970er | 1970er | 1970er | 1970er | 1970er | 1970er | 1970er | 1970er | 1980er | 1980er | 1980er | 1980er | 1980er | 1980er | 1980er | 1980er | 1980er | 1980er | 1990er | 1990er | 1990er | 1990er | 1990er | 1990er | 1990er | 1990er | 1990er | 1990er | 2000er | 2000er | 2000er | 2000er | 2000er | 2000er | 2000er | 2000er | 2000er | 2000er | 2010er | 2010er | 2010er |
| Marken | Werk | 2 | 3 | 4 | 5 | 6 | 7 | 8 | 9 | 0 | 1 | 2 | 3 | 4 | 5 | 6 | 7 | 8 | 9 | 0 | 1 | 2 | 3 | 4 | 5 | 6 | 7 | 8 | 9 | 0 | 1 | 2 | 3 | 4 | 5 | 6 | 7 | 8 | 9 | 0 | 1 | 2 |
| Syrena | Bielsko-Biała | FSM Syrena 105 1972–1983                                                                                         | FSM Syrena 105 1972–1983                                                                                         | FSM Syrena 105 1972–1983                                                                                         | FSM Syrena 105 1972–1983                                                                                         | FSM Syrena 105 1972–1983                                                                                         | FSM Syrena 105 1972–1983                                                                                         | FSM Syrena 105 1972–1983                                                                                         | FSM Syrena 105 1972–1983                                                                                         | FSM Syrena 105 1972–1983                                                                                         | FSM Syrena 105 1972–1983                                                                                         | FSM Syrena 105 1972–1983                                                                                         | FSM Syrena 105 1972–1983                                                                                         | | | | | | | | | | | | | | | | | | | | | | | | | | | | | |
| Syrena | Bielsko-Biała | FSM Syrena Bosto und FSM Syrena R20 1973–1983                                                                    | | | | | | | | | | | | | | | | | | | | | | | | | | | | | | | | | | | | | | | | |
| Polski Fiat | Bielsko-Biała und Tychy                                                                                          | | | Polski Fiat 126p / Fiat 126 BIS 1973–2000 / 1987–1991 (nur in Tychy)                                             | Polski Fiat 126p / Fiat 126 BIS 1973–2000 / 1987–1991 (nur in Tychy)                                             | Polski Fiat 126p / Fiat 126 BIS 1973–2000 / 1987–1991 (nur in Tychy)                                             | Polski Fiat 126p / Fiat 126 BIS 1973–2000 / 1987–1991 (nur in Tychy)                                             | Polski Fiat 126p / Fiat 126 BIS 1973–2000 / 1987–1991 (nur in Tychy)                                             | Polski Fiat 126p / Fiat 126 BIS 1973–2000 / 1987–1991 (nur in Tychy)                                             | Polski Fiat 126p / Fiat 126 BIS 1973–2000 / 1987–1991 (nur in Tychy)                                             | Polski Fiat 126p / Fiat 126 BIS 1973–2000 / 1987–1991 (nur in Tychy)                                             | Polski Fiat 126p / Fiat 126 BIS 1973–2000 / 1987–1991 (nur in Tychy)                                             | Polski Fiat 126p / Fiat 126 BIS 1973–2000 / 1987–1991 (nur in Tychy)                                             | Polski Fiat 126p / Fiat 126 BIS 1973–2000 / 1987–1991 (nur in Tychy)                                             | Polski Fiat 126p / Fiat 126 BIS 1973–2000 / 1987–1991 (nur in Tychy)                                             | Polski Fiat 126p / Fiat 126 BIS 1973–2000 / 1987–1991 (nur in Tychy)                                             | Polski Fiat 126p / Fiat 126 BIS 1973–2000 / 1987–1991 (nur in Tychy)                                             | Polski Fiat 126p / Fiat 126 BIS 1973–2000 / 1987–1991 (nur in Tychy)                                             | Polski Fiat 126p / Fiat 126 BIS 1973–2000 / 1987–1991 (nur in Tychy)                                             | Polski Fiat 126p / Fiat 126 BIS 1973–2000 / 1987–1991 (nur in Tychy)                                             | Polski Fiat 126p / Fiat 126 BIS 1973–2000 / 1987–1991 (nur in Tychy)                                             | Polski Fiat 126p / Fiat 126 BIS 1973–2000 / 1987–1991 (nur in Tychy)                                             | Polski Fiat 126p / Fiat 126 BIS 1973–2000 / 1987–1991 (nur in Tychy)                                             | Polski Fiat 126p / Fiat 126 BIS 1973–2000 / 1987–1991 (nur in Tychy)                                             | Polski Fiat 126p / Fiat 126 BIS 1973–2000 / 1987–1991 (nur in Tychy)                                             | Polski Fiat 126p / Fiat 126 BIS 1973–2000 / 1987–1991 (nur in Tychy)                                             | Polski Fiat 126p / Fiat 126 BIS 1973–2000 / 1987–1991 (nur in Tychy)                                             | Polski Fiat 126p / Fiat 126 BIS 1973–2000 / 1987–1991 (nur in Tychy)                                             | Polski Fiat 126p / Fiat 126 BIS 1973–2000 / 1987–1991 (nur in Tychy)                                             | | | | | | | | | | | | | |
| Fiat | Tychy | | | | | | | | | | | | | | | | | | | | Fiat Cinquecento 1991–1998                                                                                       | Fiat Cinquecento 1991–1998                                                                                       | Fiat Cinquecento 1991–1998                                                                                       | Fiat Cinquecento 1991–1998                                                                                       | Fiat Cinquecento 1991–1998                                                                                       | Fiat Cinquecento 1991–1998                                                                                       | Fiat Cinquecento 1991–1998                                                                                       | Fiat Seicento 1998–2005                                                                                          | Fiat Seicento 1998–2005                                                                                          | Fiat Seicento 1998–2005                                                                                          | Fiat Seicento 1998–2005                                                                                          | Fiat Seicento 1998–2005                                                                                          | Fiat Seicento 1998–2005                                                                                          | Fiat Seicento 1998–2005                                                                                          | Fiat 600 2005–2009                                                                                               | Fiat 600 2005–2009                                                                                               | Fiat 600 2005–2009                                                                                               | Fiat 600 2005–2009                                                                                               | Fiat 600 2005–2009                                                                                               | | | |
| Fiat | Tychy | | | | | Fiat Uno 1994–2002                                                                                               | Fiat Uno 1994–2002                                                                                               | Fiat Uno 1994–2002                                                                                               | Fiat Uno 1994–2002                                                                                               | Fiat Uno 1994–2002                                                                                               | Fiat Uno 1994–2002                                                                                               | Fiat Uno 1994–2002                                                                                               | Fiat Uno 1994–2002                                                                                               | Fiat Uno 1994–2002                                                                                               | Fiat Panda 2003–2012                                                                                             | Fiat Panda 2003–2012                                                                                             | Fiat Panda 2003–2012                                                                                             | Fiat Panda 2003–2012                                                                                             | Fiat Panda 2003–2012                                                                                             | Fiat Panda 2003–2012                                                                                             | Fiat Panda 2003–2012                                                                                             | Fiat Panda 2003–2012                                                                                             | Fiat Panda 2003–2012                                                                                             | Fiat Panda 2003–2012                                                                                             | | | | | | | | | | | | | | | | | | |
| Fiat | Bielsko-Biała und Tychy                                                                                          | | | | | | | | Fiat Siena / Fiat Palio Weekend 1997–2001 / 1998–2004                                                            | Fiat Siena / Fiat Palio Weekend 1997–2001 / 1998–2004                                                            | Fiat Siena / Fiat Palio Weekend 1997–2001 / 1998–2004                                                            | Fiat Siena / Fiat Palio Weekend 1997–2001 / 1998–2004                                                            | Fiat Siena / Fiat Palio Weekend 1997–2001 / 1998–2004                                                            | Fiat Siena / Fiat Palio Weekend 1997–2001 / 1998–2004                                                            | Fiat Siena / Fiat Palio Weekend 1997–2001 / 1998–2004                                                            | Fiat Siena / Fiat Palio Weekend 1997–2001 / 1998–2004                                                            | | | | | | | | | | | | | | | | | | | | | | | | | | |
| Fiat | Tychy | | | | | | | | | | | | | | | | | | Fiat 500 2007–2024                                                                                               | Fiat 500 2007–2024                                                                                               | Fiat 500 2007–2024                                                                                               | Fiat 500 2007–2024                                                                                               | Fiat 500 2007–2024                                                                                               | Fiat 500 2007–2024                                                                                               | | | | | | | | | | | | | | | | | | |
| Ford | Tychy | | | | | | | | | Ford Ka 2008–2016                                                                                                | Ford Ka 2008–2016                                                                                                | Ford Ka 2008–2016                                                                                                | Ford Ka 2008–2016                                                                                                | Ford Ka 2008–2016                                                                                                | | | | | | | | | | | | | | | | | | | | | | | | | | | | |
| Lancia | Tychy | | | | | | | | | | | Lancia Ypsilon 2010–2024                                                                                         | Lancia Ypsilon 2010–2024                                                                                         | Lancia Ypsilon 2010–2024                                                                                         | | | | | | | | | | | | | | | | | | | | | | | | | | | | |